# 徐秉龙
徐秉龙（2000年4月2日—），浙江台州人，中国大陆创作歌手，现就读于浙江音乐学院。2016年，发行首张个人专辑《路远马亡》。次年，作为选手参加腾讯视频选秀节目《明日之子》。2019年，先后获得网易云音乐原创盛典“最受欢迎男音乐人”以及LPA独立音乐盛典“流行类最佳现场奖”。

## 经历
徐秉龙出生于浙江省台州市，高中及大学分别就读于黄岩中学和浙江音乐学院。其从小喜欢古典诗词，亦尝试过写词。14岁时被霍尊演唱的原创歌曲《卷珠帘》吸引，于是产生创作音乐的想法。每当想到动听的旋律，他就会使用MP4录制音乐小样。读高一时，徐秉龙开始制作和发布完整的歌曲。他凭借《还记得》、《梧桐》、《我们》等原创作品而获得关注，一度成为QQ音乐独立音乐人推荐首页中年龄最小的原创音乐人。
2016年8月，徐秉龙通过乐童音乐发行首张实体专辑《路远马亡》。2017年1月，于台州西街Livehouse举办首场个人演唱会。6月，他以“盛世独秀”赛道选手身份参加腾讯视频音乐选秀节目《明日之子》，在“新手战”阶段演唱原创歌曲《鸽子》、《迂回》，但未能晋级。7月中上旬，与林晨阳共同举办举办“路远马亡”全国巡演。此后，徐秉龙与桃十五发布合作单曲《青柠》，又于10月与沈以诚发布合作单曲《白羊》。2018年5月，参与泰山云上音乐节演出。6月16日，于南京参加国潮音乐嘉年华，随后于成都参演热波音乐节。7月19日，其参与录制的乐评脱口秀节目《云村听歌会》在网易云音乐上线。该月下旬，发行首张迷你专辑《零零》。9月23日，参演黄石电竞音乐嘉年华。10月至11月，举办“来日可期”巡演。
2019年1月20日，徐秉龙出席网易云音乐原创盛典，并获得“最受欢迎男音乐人”奖项。月底，其参与演唱的“温暖2019特别企划”单曲《离家最近的路》上线。3月15日，于LPA独立音乐盛典获得“流行类最佳现场奖”。5月1日，与林俊杰、阿杜等人共同参加许环良“良师乐友”演唱会。同月中下旬，参加CCTV音乐打榜节目《全球中文音乐榜上榜》，担任麦田音乐节主舞台开场嘉宾。6月至8月，他参加了哈尔滨麦浪冰城音乐节和贵阳草莓音乐节。9月，先后参与上海欢乐谷十周年音乐盛典以及“年代音乐秀”厦门站演出。10月12日，与叶炫清发布合作单曲《星子》。19日，发行音乐专辑《木质星球》并参加由咪咕音乐主办的专场音乐会。11月2日，参演“点赞澳门”主题活动晚会。随后，助阵北汽新能源摇滚马拉松北京站演出。12月31日，在武汉举办跨年音乐会。
2020年3月，徐秉龙以“新声校友”身份参加浙江卫视校园音乐节目《新声请指教》。7月，参演“云别离 不负韶华”毕业音乐会。12月25日，发行音乐专辑《野生歌手》。2021年5月，获得流行金曲排行榜“年度最具态度音乐人”奖项。同月，开启“活动筋骨”全国巡演，参与录制CCTV户外相亲综艺节目《喜上加喜》。7月，参加在西安欢乐谷玛雅海滩水公园举办的MAY音乐节。

## 音乐作品
| 专辑# | 专辑资料                                                     | 曲目 |
| ----- | ------------------------------------------------------------ | --- |
| 1st   | 《路远马亡》 - 发行时间：2016年8月28日                       | 曲目 1. What I Could Do 2. 虹 3. 心仪 4. 孤僻症 |
| 2nd   | 《零零》 - 发行时间：2018年7月21日 - 唱片公司：煮草文化      | 曲目 1. 心事 2. 戏精 3. 霓虹 |
| 3rd   | 《木质星球》 - 发行时间：2019年10月19日 - 唱片公司：煮草文化 | 曲目 1. 57Th Insomnia Night 2. 浪漫宇宙核心 3. 卫星 4. 给你 5. 心脏 6. 笨蛋 7. 甜 8. 蜻蜓 9. Fake 10. 迪士尼在逃公主                                                                                         |
| 4th   | 《野生歌手》 - 发行时间：2020年12月25日 - 唱片公司：煮草文化 | 曲目 1. Intro：登场 2. 烟花大会 3. 迂回 4. 单曲循环 5. 在外打拼的人 6. 读者 7. 对你勇敢 8. interlude：中场 9. Cornflower Blue 10. 是很甜 11. 在春天演奏 12. 要爱你 13. 野生歌手 14. 在我身上 15. Outro：退场 |

### 創作歌曲
| 歌手   | 歌曲名稱                              | 收錄專輯              | 性質     | 創作部分 | 發行日期   |
| 林宥嘉 | 《誰不想》                            | 《王 Love, Lord》     | 歌曲創作 | 曲       | 2024.06.14 |
| 林宥嘉 | 《討罵的 直到今天還是不願對你說髒話》 | 《Apples of Thy Eye》 | 歌曲創作 | 曲       | 2025.07.29 |

## 荣誉及奖项
| 年份   | 颁发单位                              | 荣誉／奖项         |
| ------ | ------------------------------------- | ------------------ |
| 2019年 | 硬地围炉夜·2018年度网易云音乐原创盛典 | 最受欢迎男音乐人   |
| 2019年 | LPA独立音乐盛典                       | 流行类最佳现场奖   |
| 2021年 | 流行金曲排行榜嘉年华                  | 年度最具态度音乐人 |